# Volker Bogdan
Volker Bogdan (* 14. März 1939 in Marienwerder, Brandenburg; † 2. April 2021) war ein deutscher Schauspieler und Synchronsprecher.

## Leben
Nach dem Abitur studierte Bogdan zunächst drei Semester Theologie und Theaterwissenschaften, bevor er eine dreijährige Schauspielausbildung am Deutschen Schauspielhaus Hamburg bei Fritz Wagner absolvierte. Es folgten Theaterengagements in Hamburg, Coburg, Maßbach, Heppenheim sowie bei verschiedenen Tourneetheatern.
Daneben wirkte Bogdan seit Ende der 1960er Jahre regelmäßig in Fernsehproduktionen mit. Er gab Gastrollen in verschiedenen populären Fernsehserien und -reihen wie Tatort, Polizeiruf 110, Derrick, Der Alte, Sonderdezernat K1, Großstadtrevier und Unser Charly. Zwischen 1998 und 2007 spielte er in mehreren Folgen der Krimiserie Adelheid und ihre Mörder den Wirt „Heinz Grüttke“. In Kinoproduktionen war Bogdan hingegen ein seltener Gast, wie zum Beispiel als „Iven Johns“ in Alfred Weidenmanns Schimmelreiter-Adaption, in Arthur Maria Rabenalts Musik-Komödie Haie an Bord und in Helmut Käutners Remake der Feuerzangenbowle (mit Walter Giller in der Hauptrolle).
Darüber hinaus arbeitete Bogdan umfangreich als Sprecher für Hörspiel und Synchron (u. a. für Dan Grimaldi in dessen wiederkehrender Rolle in Die Sopranos). Er lieh seine Stimme zahlreichen Charakteren auf Hörspielen des Labels EUROPA, wie z. B. Asterix, Die drei ???, Bille und Zottel, Dämonenkiller, Ein Fall für TKKG und Hui Buh. Ein charakteristischer Schrei, den er für die Titelrolle des Hörspiels Märchen von einem, der auszog, das Fürchten zu lernen entwickelt hatte, wurde zudem für verschiedene andere Produktionen verwendet.
Ferner arbeitete Bogdan beim Norddeutschen Rundfunk in den achtziger Jahren als Hörfunk-Nachrichtensprecher und Programmansager sowie als Off-Sprecher für NDR-Fernsehdokumentationen.

## Filmografie (Auswahl)
- 1967: Dreizehn Briefe
- 1968: Polizeifunk ruft – Handgeknüpfte Teppiche
- 1970: Polizeifunk ruft – Falscher Alarm
- 1970: Die Barrikade
- 1970: Die Feuerzangenbowle
- 1971: Haie an Bord
- 1971: Tatort: Blechschaden
- 1972: Tatort: Strandgut
- 1972: Gran Canaria
- 1974: Tod in Astopowo
- 1974: Hamburg Transit – Hochsaison
- 1976: Schaurige Geschichten: Der Traum vom Fliegen (TV-Serie)
- 1977: Tod oder Freiheit
- 1978: Der Schimmelreiter
- 1981: Der Fuchs von Övelgönne – Menschenschmuggel (TV-Serie)
- 1981: Beate und Mareile
- 1982: Sonderdezernat K1 – Mord um zwei Ecken
- 1984: Derrick: Ein Spiel mit dem Tod
- 1987: Großstadtrevier: Geleimt
- 1987: Der Alte: Die letzte Nacht
- 1988: Die Männer vom K3 – Familienfehde
- 1989: Derrick: Mozart und der Tod
- 1992: Schattenboxer
- 1993: Tatort: Um Haus und Hof
- 1996: Wartezeit
- 1998: Schock – Eine Frau in Angst
- 1998: Das Glück wohnt hinterm Deich
- 1998–2007: Adelheid und ihre Mörder
- 2003: Tatort: Väter

## Hörspiele
- 1978: Fünf Freunde: und das Burgverlies (Folge 3, als Mr. Hennings unter Pseudonym James Curtis)
- 1978: Fünf Freunde: als Retter in der Not (Folge 4, als Militärpolizist unter Pseudonym Rüdiger Voßlage)
- 1979: Die drei ???: und die rätselhaften Bilder (Folge 9, als Professor Carswell unter Pseudonym Theodor Anzinger)
- 1982: TKKG: Die Falschmünzer vom Mäuseweg (Folge 11, als Ferdinand Marker)
- 1995: TKKG: U-Bahn des Schreckens (Folge 95, als Eberhard Krummholz)
- 1996: Die drei ???: Späte Rache (Folge 69, als Matt Brady)
- 1999: TKKG: Bombenspaß bei Kies & Knete (Folge 112, als Otto Drunske)
- 1999: Fünf Freunde: Auf gefährlichen Pfaden (Folge 30, als Kalli)
- 1999: Fünf Freunde: In der Geisterbahn (Folge 31, als Mr. Boysen)
- 1999: TKKG: Der Diamant im Bauch der Kobra (Folge 115, als Leo Knacko)
- 2000: TKKG: Im Kaufhaus ist der Teufel los (Folge 118, als Egon Flauch)
- 2001: Fünf Freunde: und der unheimliche Mönch (Folge 43, als Fraser)
- 2002: Fünf Freunde: und die Frau ohne Gedächtnis (Folge 49, als Professor Monaham)
- 2004: Die drei ???: Codename: Cobra (Folge 116, als Colin B. Rafter)
- 2005: Thomas und seine Freunde: Thomas auf eigenen Gleisen (als Schaffner von Annie und Clarabel)
- 2006: TKKG: Heiße Nächte im Dezember (Folge 150, als Bechtel)
- 2008: Die drei ???: Geister-Canyon (Folge 124, als Paul Henry, Butler)
- 2008: TKKG: Trainer unter Verdacht (Folge 158, als Dr. Kaut)
- 2011: Die drei ???: Grusel auf Campbell Castle (Folge 147, als Jack Leech)
- 2011: TKKG: Die Skelettbande (Folge 173, als Professor Albert Vierstein)
- 2012: Die drei ???: Im Netz des Drachen (Folge 156, als Deputy Ben Zabriski)
- 2013: Die drei ???: Im Schatten des Giganten (Folge 165, als Busfahrer)
- 2013: TKKG: Blindgänger im Villenviertel (Folge 183, als Professor Albert Vierstein)
- 2013: TKKG: Der unsichtbare Dieb (Folge 185, als Professor Albert Vierstein)
- 2016: Die drei ???: Das Kabinett des Zauberers (Folge 181, als Pablo Rodriguez, Zauberer)
- 2016: TKKG: Verfolgungsjagd vor Mitternacht (Folge 199, als Professor Albert Vierstein)
- 2017: Die drei ???: Das silberne Amulett (Folge 187, als Kramer, Polizist)
- 2017: TKKG: Der große Coup (Folge 200, als Professor Albert Vierstein)
- 2017: TKKG: Der Räuber mit der Weihnachtsmaske (Folge 203, als Professor Albert Vierstein)